# Шамхалов, Шахрудин Магомедович
Шахрудин Магомедович Шамхалов (1914 год, с. Тануси, Хунзахский округ, Российская империя — 14 декабря 2000 года, г. Махачкала, РФ) — советский и дагестанский политический и партийный деятель, видный государственный и общественно-политический деятель Дагестана, дипломат, Председатель Президиума Верховного Совета Дагестанской АССР (1970—1978).

## Биография
Родился в крестьянской семье. Рано осиротел. Воспитывался в детдоме Буйнакска.

## Учёба
Учился в школе крестьянской молодёжи, в морской и военной школах. После службы в армии, работал в органах МВД, откуда в 1936 направлен на учёбу в Грозненскую высшую коммунистическую сельскохозяйственную школу. Окончив её в 1939, он стал работать на различных партийных должностях. В 1948 окончил Высшую партийную школу при ЦК КПСС.

## Деятельность
- После окончания ВПШ стал управляющим Дагестанского консервного треста.
- В 1950 переведён на должность секретаря Дагобкома КПСС.
- С 1953 — зампредседателя Совмина Дагестанской АССР.
- В 1957 возглавил Совнархоз Дагестанского экономического административного района.
- После упразднения Совнархоза, в 1963 Шахрудин Магомедович Шамхалов перешёл в Совмин, на должность зампредседателя, затем — первым заместителем.
- С 1965 года первый заместитель Председателя Совета Министров ДАССР.
- С 1970 по 1978 избран Председателем Президиума Верховного Совета Дагестанской АССР[1].
- С 1978 на пенсии.
- Депутат Верховного Совета РСФСР.
- Депутат Верховного Совета Дагестанской АССР

## Награды
- Орден «Знак Почёта»
- Орден Трудового Красного Знамени
- Орден Октябрьской Революции
- Орден Дружбы (2000)

## Книга
Автор книги «Дагестан — моя любовь и судьба».